# Râul Valea Mare, Râul Negru
Râul Valea Mare sau Râul Mărtineni este un curs de apă, afluent al Râului Negru. 